# Systoechus
Systoechus is een vliegengeslacht uit de familie van de wolzwevers (Bombyliidae). De wetenschappelijke naam van het geslacht werd voor het eerst geldig gepubliceerd in 1855 door Loew.

## Soorten
- S. autumnalis (Pallas, 1818)
- S. candidulus Loew, 1863
- S. ctenopterus

Kleine wolzwever (Mikan, 1787)
- S. fumipennis Painter, 1962
- S. gomezmenori Andreu Rubio, 1959
- S. gradatus (Wiedemann in Meigen, 1820)
- S. longirostris Becker, 1916
- S. microcephalus (Loew, 1855)
- S. oreas Osten Sacken, 1877
- S. pumilo Becker, 1915
- S. solitus (Walker, 1849)
- S. vulgaris Loew, 1863